# Steinweg 90, 91 (Quedlinburg)

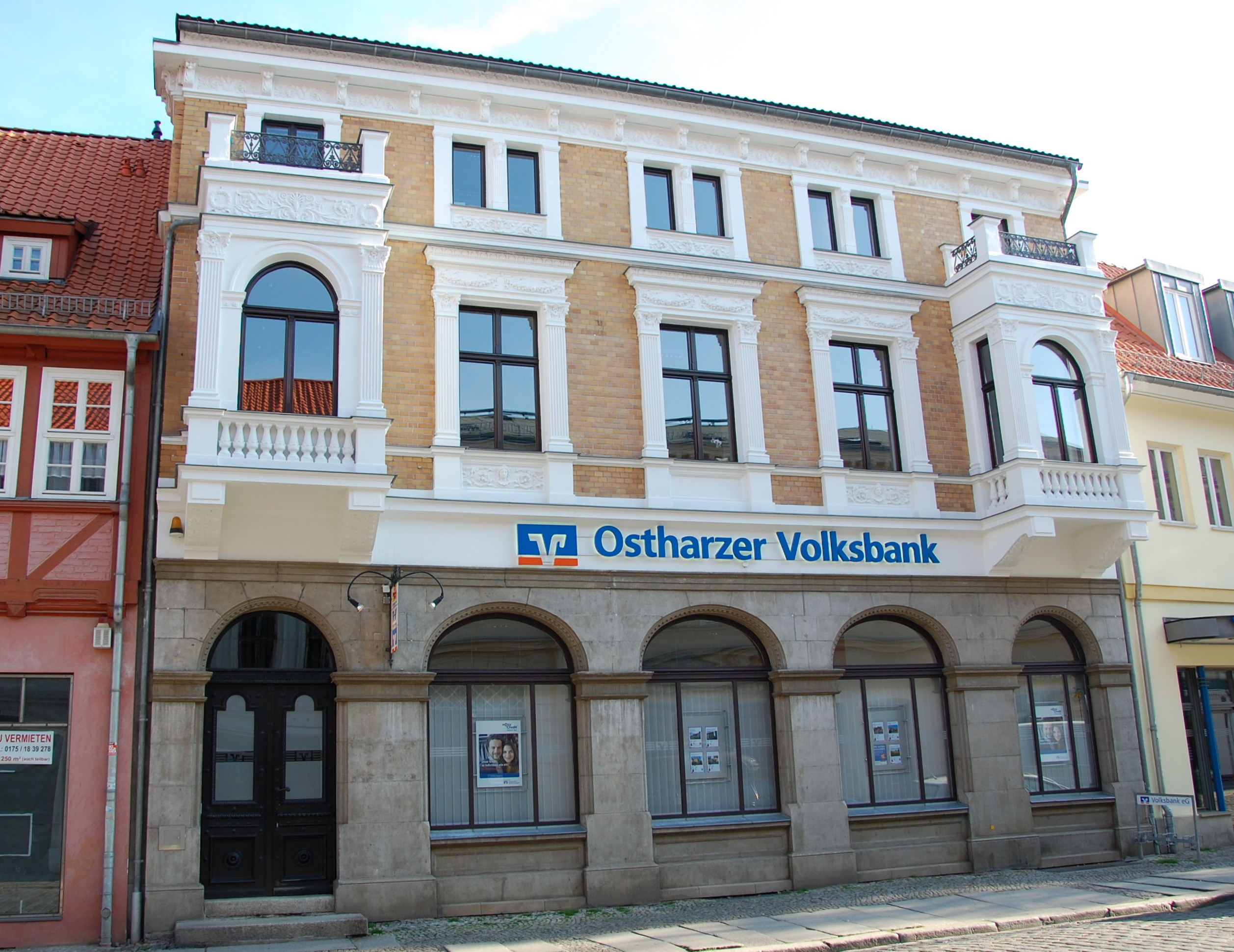
Haus Steinweg 90, 91

Das Haus Steinweg 90, 91 ist ein denkmalgeschütztes Gebäude in der Stadt Quedlinburg in Sachsen-Anhalt.

## Lage
Es befindet sich in der historischen Quedlinburger Neustadt auf der Südseite des Steinwegs. Im Quedlinburger Denkmalverzeichnis ist es als Bankgebäude eingetragen. 

## Architektur und Geschichte
Das repräsentativ gestaltete Gebäude entstand in der Zeit um 1880/90. Es ist aus Backsteinen errichtet und im Stil des Spätklassizismus gestaltet. Die Fassade des Erdgeschosses ist mit Hausteinen verkleidet, während die oberen, verklinkerten Geschosse mit Stuckrahmungen um die Fensteröffnungen versehen sind. Die zwei seitlichen Achsen der insgesamt fünfachsigen Fassade sind im ersten Obergeschoss jeweils mit einem Kastenerker versehen, der über einen Austritt verfügt.